# Ауисотль
Ауисотль или Ахвицотль (аст. āhuitzotl; «Водяная Собака» (скорее всего, имелась в виду колючая крыса или выдра), годы правления 1486—1502) — ацтекский полководец, император (уэй-тлатоани) Теночтитлана (Мехико) из династии Акамапичтли, брат Ашаякатля и Тисока. Предпоследний правитель ацтеков перед появлением испанцев-конкистадоров. Существенно расширил границы ацтекской империи на юг и восток. Произвёл захват городов Оахаки Шикипилько, Куауакан и Чиан с Шилотепеком в современном Чьяпасе. Подавил восстания уастеков в 1487 году, а также восстания в городах Телеолоапан, Алауитцтлан и Остоман. Между 1491 и 1495 годами вместе с Тескоко присоединил к территории империи 300-километровую полосу побережья Тихого океана. Около 1500 года совершил военный поход на местность южнее Теуантепека — Соконуско (Шоконочко), важный торговый центр. Известен строительством нового акведука «Акуэкуэшкатль». Безуспешно пытался взять Гуйенголу — крупный город сапотеков. После неудачной осады было заключено перемирие, и царь сапотеков, Косихоэса, взял в жёны дочь Ауисотля.
Умер в 1502 году. На похоронах в костёр с его телом бросали сердца 200 рабов, принесённых в жертву. Прах Ауисотля был собран в урну и похоронен рядом с жертвенным камнем — темалакатлем («Камень Солнца»). Следующим императором был выбран Монтесума II.